# Кексгольмский уезд
Кексгольмский уезд — территориально-административная единица Выборгской губернии. Уездный город — Кексгольм (с 19 века в состав уезда не входил). Существовал с 1743 по 1918 год. Ныне территория уезда распределена между Приозерским районом Ленинградской области и Лахденпохским районом Республики Карелии, также небольшая часть земель уезда находится в составе Сортавальского района Республики Карелия и республики Финляндия.

## История
Образован из части земель Кексгольмской провинции, наследнице существовавших прежде шведского Кексгольмского лена и русского Корельского уезда, вошедших в состав Выборгской губернии в 1743 году.
К первой половине XIX века был разделён на 3 уезда — Верхнекексгольмский, Среднекексгольмский и, собственно, Южнокексгольмский, с центром в городе Кексгольме. Уезд делился на киршпили (приходы, церковные волости), самые большие из которых делились также на капелланства.
В состав Южнокексгольмского уезда в году его существования входили 5 приходов во главе с ленсманами: Саккола (ныне Громово), Пюхяярви (Отрадное), Ряйсяля (Мельниково), Кексгольмский, Хийтола — и 4 капелланства: Метсяпиртти (Запорожское), Каукола (Севастьяново), Ильмес и Тиурола.
С 1863 года Южнокексгольмский уезд вновь уже назывался Кексгольмским, в то время как Среднекексгольмский носил название Кроноборгский уезд (с центром в Кроноборге, ныне Куркиёки).

## Экономика
Основные предприятия уезда располагались в уездном центре. Еще в 1789 году в городе был построен небольшой кожевенный завод. В 1843 году открылся кексгольмский лесопильный завод, в 1842 г. была запущена фарфоровая фабрика в деревне Суотниеми (ныне поселок Яркое), изготовившая в 1843 г. продукции на 10 тысяч рублей. В 1849 году на фабрике трудился 61 рабочий, а ценность производства составляла уже 13 тысяч рублей серебром. Кроме этих предприятий в Южно-Кексгольмском уезде существовали еще два винокуренных завода: один — в Пюхяярви (Отрадное) и один — в Саккола (Громово).